# Bretislav Ier de Bohême
Pour les articles homonymes, voir Bretislav.
Bretislav Ier  (en tchèque : Břetislav), dit l'Achille, né vers 1002/1005 et mort le 10 janvier 1055 à Chrudim, est un prince de la dynastie des Přemyslides, fils du duc Ulrich de Bohême. Il fut duc de Bohême de 1034 à sa mort.

## Origine
Bretislav est le fils naturel d'Ulrich (Oldřich, mort en 1034), duc de Bohême à partir de 1012, et d'une fille de paysans nommée Božena (décédée en 1055) dont s'était épris son père lorsqu'il était à la chasse dans les forêts de Peruc puis est rentré à Prague avec elle. Selon le chroniqueur Cosmas de Prague, le couple s'est réuni en 1002 ; les fiancés se sont mariés, bien que l'union conjugale d'Ulrich avec n'a pas été dissoute.

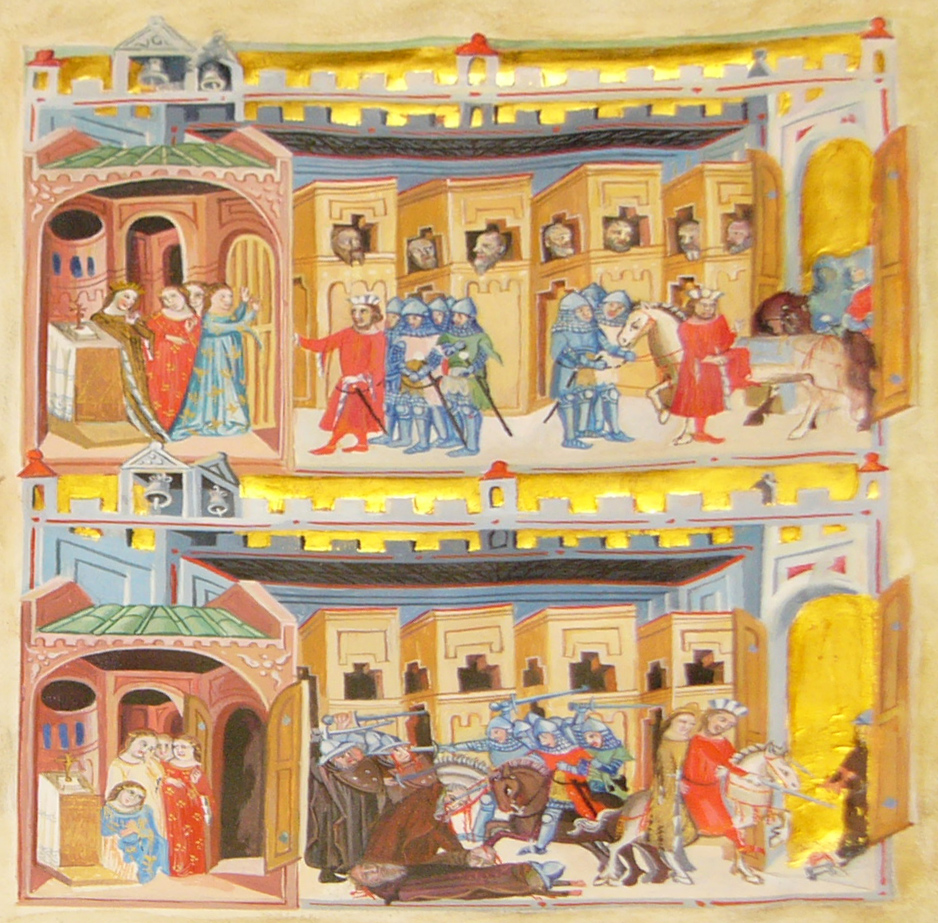
Bretislav enlève sa femme Judith de Schweinfurt, Chronique de Dalimil, XIVe siècle.

Son père avait accaparé le pouvoir en détrônant son frère aîné Jaromir. Ulrich réussit temporairement à s'imposer face aux nobles et à consolider le duché de Bohême sous sa tutelle.
Le jeune prince Bretislav est mentionné pour la première fois par Cosmas en 1021. Selon la légende, il tombe amoureux de Judith, fille du comte franconien Henri de Schweinfurt, et l'enleva de son couvent le 7 juillet 1021. Bretislav et son père ont réussi jusqu'en 1029 à reconquérir la Moravie occupée par les Polonais se trouvant simultanément dans un conflit avec le grand-prince Iaroslav de Kiev.
Le prince et sa femme résidaient alors à Olomouc où leur premier fils Spytihněv est né en 1031. Au cours de discordes entre le duc Ulrich et l'empereur Conrad II, Bretislav est chassé de la Moravie ; toutefois, après la mort de son père le 9 novembre 1034 et la renonciation de son oncle Jaromir, il pouvait succéder et prendre le pouvoir sur la Bohême.

## Règne
Après que Bretislav Ier devient souverain, son premier soin est d'aller jurer fidélité à Conrad II lors de la diète tenue à Bamberg le 18 mai 1035. Le jeune duc, bien qu'ayant reçu l'investiture impériale et aidé l'empereur lors de sa guerre contre les Lutici, nourrit de vastes ambitions. Il met à profit l'anarchie qui sévit en Pologne depuis la fin du règne de Mieszko II Lambert en 1034. Ses troupes envahissent rapidement la Silésie et Cracovie à l'automne 1038. Poznań puis Gniezno, la capitale, tombent en son pouvoir.
Une ivresse religieuse s'empare de la Bohême lorsque l'armée s'approche du lieu où saint Adalbert de Prague était inhumé. Les reliques du saint, celles de son demi frère Radzim Gaudenty premier archevêque de Gniezno ainsi que celles des premiers martyrs polonais de l'école d'Adalbert sont ramenées triomphalement à Prague en 1039. La Pologne se trouvait réduite à ses provinces orientales et c'était autour de la Bohême que paraissait devoir maintenant se reconstituer le grand État slave occidental, dont la politique impériale avait toujours redouté la création. Déjà l'évêque de Prague, gardien des reliques de saint Adalbert, sollicitait du pape Benoît IX le pallium archiépiscopal, gage d'émancipation religieuse à l'égard de l'Allemagne, et pour préparer son indépendance politique Bretislav Ier négociait une alliance avec le nouveau roi de Hongrie Pierre Orseolo.
On comprend que le roi Henri III qui venait de succéder à son père Conrad II se soit ému de cette situation. En août 1040, remettant son couronnement impérial à plus tard, il réunit une armée et tenta de forcer le passage de la Forêt de Bohême, mais l'armée tchèque le battit aux portes du pays, près de Domažlice. Après cette malencontreuse tentative qui coûta parmi ses partisans beaucoup de morts, il fut obligé de battre en retraite. En 1041, il prépara son offensive avec plus de soin et parvint le 8 septembre devant Prague. Il obtint la soumission de Bretislav Ier qui dut promettre en outre de payer 8 000 marks d'argent, de restituer les prisonniers tombés en son pouvoir et de démolir les fortifications de la forêt de Bohême. Quelques jours plus tard, ce prince ardent et belliqueux parut devant Henri III à Ratisbonne. Il renonça à la Pologne, où Casimir Ier le Restaurateur, fils de Mieszko II Lambert, rentra à peu près au même moment, et il reçut en fief, le 22 octobre 1041, le duché qu'il avait rêvé de transformer en royaume indépendant.
L'ambassade envoyée à Rome pour demander que le diocèse de Prague soit promue au rang d'archevêché échoua également. Le Vatican était en effet très choqué par le transfert des saintes reliques et atterré par la manière dont les Tchèques avaient pillé les églises en Pologne. Seules les distributions d'or et d'argent polonais par ses messagers sauvèrent Bretislav Ier de l'excommunication.
En 1052, les Polonais reconquirent la Silésie. L'empereur décida alors que cette province devait appartenir à la Pologne et qu'en retour les Polonais paieraient à la Bohême un tribut annuel de 500 livres d'argent et 30 livres d'or. Depuis cette époque cette province est restée la pomme de discorde entre les deux nations. Jusqu'à sa mort le 10 janvier 1055, le duc Bretislav Ier demeura le plus fidèle des vassaux de l'empire.

## Mariage et descendants
De son mariage en 1030 avec Judith (morte en 1058), fille du comte Henri de Schweinfurt, qu'il avait enlevée de son couvent selon la légende, il eut cinq fils. Avant de mourir il organisa sa succession réservant la Bohême à l'aîné :
- Spytihněv II de Bohême.

Il institua pour ses cadets des fiefs en Moravie :
- Vratislav II de Bohême duc  d’Olomouc de 1054 à 1061 ;
- Conrad Ier de Bohême duc de Znojmo de 1054 à  1092 mort le 6 septembre 1092 ;
- Othon Ier de Bohême le Beau  duc  de Brno de 1054 1061 mort le 9 juillet 1087 (ou au cours de l'année 1087) ;
- Jaromír, mort en 1090[3], son dernier fils fut consacré à l’église et il recevra l'évêché de Prague à la mort de Sebir (Sévère) évêque  de  1030 à  1067[4].

## Lien avec Bratislava
La capitale de la Slovaquie a gagné son nom actuel de Bratislava par usages informels à partir de 1830 puis officiellement à compter de 1919 (sur décision de la Première République tchécoslovaque). La ressemblance du nom de la ville avec celui de Bretislav Ier est fortuite et a induit en erreur Pavol Jozef Šafárik, qui a supposé à tort que la ville avait été fondée par ce roi alors que son origine étymologique est bien plus complexe et est notamment liée à la normalisation de la langue slovaque.